# الدمنة (حارة)

تعديل مصدري - تعديل

الدمنة هي إحدى حارات حي الحوج العدني بمدينة إب اليمنية، بلغ تعداد سكانها 249 نسمة حسب تعداد اليمن لعام 2004.